# Réservoir Pipmuacan
Das Réservoir Pipmuacan ist ein Stausee in der kanadischen Provinz Québec. Er liegt am Fluss Rivière Betsiamites in der Gemeinde Lac-au-Brochet (Region Côte-Nord).
Das zugehörige Speicherkraftwerk Bersimis-1 (49° 17′ 45″ N, 69° 33′ 3″ W) wurde mit einer ursprünglichen Leistung von 912 MW zwischen 1953 und 1956 errichtet. Betreiber des Kraftwerks ist Hydro-Québec. Der Aufstau des Rivière Betsiamites durch den 74 m hohen Staudamm Barrage Bersimis-1 bei (49° 21′ 30,6″ N, 69° 46′ 15,9″ W) ließ den bei Normalstau 802 km² großen Stausee Réservoir Pipmuacan entstehen. In den 1990er Jahren wurde das Einzugsgebiet durch Flussumleitungen vergrößert. Die installierte Leistung erhöhte man ebenfalls – auf 1178 MW (8 Turbinen). Die Fallhöhe beträgt 266,7 m.
Der Stausee weist eine höchst unregelmäßige Form auf, mit mehreren tiefen Buchten, zahlreichen Inseln im westlichen Teil und einer großen gerundeten Halbinsel im Zentrum. Hauptzuflüsse sind die Flüsse Betsiamites, Sylvestre, Hirondelles und Pipmuacan. Benannt ist der Stausee nach dem überfluteten Lac Pipmuacan. Der Name stammt aus der Sprache der Innu und bedeutet „Pfeil“. Gemäß den Missionaren an der Côte-Nord erinnert er an das letzte Gefecht der Innu gegen die Irokesen auf dem Mont Pigmaugan, einem Berg in der Nähe. Andere Schreibweisen des Sees vor der Standardisierung waren Pipmuakan, Pipmaugan und Pipmakan.